# Ordinary of Newgate's Account
The Ordinary of Newgate's Account (in italiano "Racconti del cappellano di Newgate"), noto anche come Old Bailey's Proceedings (in italiano: "Processi dell'Old Bailey") è una collezione di memorie pubblicata tra il XVII ed il XVIII secolo e contenente circa 2500 biografie e gli ultimi discorsi dei prigionieri giustiziati a Tyburn e nella Prigione di Newgate in quel periodo. I racconti vennero scritti dai vari cappellani della prigione di Newgate prendendo spunto dalle confessioni loro rilasciate prima di morire.
Anche se il testo fu oggetto di molte obiezioni e critiche nel corso del XVIII secolo, molte delle versioni narrate nei racconti possono essere confermate anche da fonti esterne e contemporanee ad essi; i racconti forniscono uno spaccato di vita su molti aspetti della storia inglese del Seicento e del Settecento.

## Forma dei racconti
La forma di composizione dei racconti è variata nel corso del secolo, nella loro lunghezza, nel loro formato e nel modo in cui essi si presentano. Essi vennero pubblicati sino al 1712 su fogli singoli in forma di piccoli pamphlet che venivano venduti al prezzo di 2 o 3 pence l'uno, venendo poi espansi sino a sei pagine. Negli anni '20 del Settecento vennero aggiunte tre colonne per foglio. Nel 1734 ciascun racconto era giunto ormai a sedici o ventotto pagine e il prezzo di vendita era giunto a 4 o 6 pence.
Sull'altro fronte, la forma interna dei racconti rimase perlopiù immutata nel corso del tempo. Essi erano divisi in cinque sezioni principali: la prima conteneva i fatti principali del processo in oggetto, la data, i magistrati presenti, i membri delle due giurie e un riassunto del processo stesso; la seconda parte era una sinossi del sermone tenuto dal cappellano con la citazione di testi biblici che erano stati predicati al condannato; la terza parte poteva essere divisa in due: la prima era la descrizione della vita del condannato, mentre la seconda era un riassunto della sua conversazione con il cappellano riguardo ai crimini commessi; la quarta parte era composta da diversi elementi, come ad esempio alcuni racconti scritti dal condannato stesso, brevi esempi simili o copie di lettere inviate ai condannati; la quinta e ultima parte era il resoconto dell'esecuzione, le condizioni del condannato ed i suoi eventuali tentativi di fuga.

## Propositi dell'opera

### Valore giudiziario
In un tempo in cui l'amministrazione della giustizia dipendeva molto da casi analoghi precedenti, gli Accounts portarono ad una riscoperta del valore della giustizia. Le informazioni ottenute dalle confessioni venivano poi date le informazioni ottenute durante le confessioni venivano quindi date alle autorità dal cappellano stesso, che solitamente poteva quindi avere un ruolo attivo nel recuperare ad esempio beni rubati alle vittime o a rintracciare altri complici del condannato.
Gli Accounts potevano quindi avere anche un ruolo determinante in futuri processi.

### Valore morale
Gli Accounts, più che quello di mere biografie di criminali, avevano il proposito di insegnare ai lettori cosa andava incontro chi infrangeva la legge ed il valore della conversione. Essi prendevano quindi la forma di parabole invertite, raccontando il passaggio del protagonista dall'immoralità della criminalità alla via per la salvezza. Il condannato, postato davanti al confessore, confessava i dettagli delle proprie malefatte, invocando la morte come la salvezza della propria anima. Accettando il giudizio della giuria, affrontando la pena e confessando i propri crimini, il criminale otteneva una sorta di riabilitazione in società e verso la società stessa, lavorando da esempio morente per la salvezza del mondo.
La confessione era all'epoca un elemento fondamentale per provare la sincerità del pentimento di un colpevole nonché una precondizione necessaria alla sua rigenerazione spirituale. Era credenza comune che se il condannato non si fosse pentito sarebbe stato dannato per sempre.
Anche il patibolo era un momento di riconciliazione pubblica e perdono reciproco: il condannato partecipava all'esecuzione per curare le fratture spirituali e sociali create dal suo peccato e dal suo crimine.

### Importanza spirituale
L'idea generale tra XVII e XVIII secolo era che un uomo in punto di morte non potesse mentire. Gli Accounts avevano quindi la pretesa di essere resoconti veritieri non solo sulla vicenda del condannato ma anche nei confronti del lettore, chiedendo quindi a coloro che leggevano di mettersi direttamente nei panni del condannato dal momento che egli era presentato come il peccatore pubblico, il criminale, che poco differiva dalla persona ordinaria che ogni giorno commette i propri peccati. Gli Accounts si presentano quindi come uno specchio, un vetro per uomini e donne attraverso il quale vedere anche i propri difetti e porvi rimedio prima che non vi sia più nulla da fare.

### Il ruolo del confessore
Gli Accounts sono ancora oggi un modo anche per vedere nell'operato e nella mente dei confessori. Durante i racconti viene presentata la loro costanza nel voler far pentire il condannato, ricordando al lettore anche le proprie sofferenze personali per il raggiungimento di questo scopo, compreso il voler far visita ai condannati a tutti i costi anche quando nella prigione imperversavano epidemie di tifo. Nei resoconti i confessori tendevano ad esagerare il comportamento dei criminali e ad enfatizzare la cura data dai confessori e dalla religione.
I cappellani erano inoltre particolarmente attenti a discriminare il vero pentimento da un pentimento passeggero indotto dalla paura della morte.

## Il cappellano ed il suo ruolo
L'ordinario di Newgate era il cappellano della prigione. Egli era solitamente un chierico della Chiesa d'Inghilterra e veniva nominato al suo ruolo dalla Court of Aldermen della City of London e questo stesso organo poteva revocare l'incarico per negligenza o assenza dal proprio lavoro.

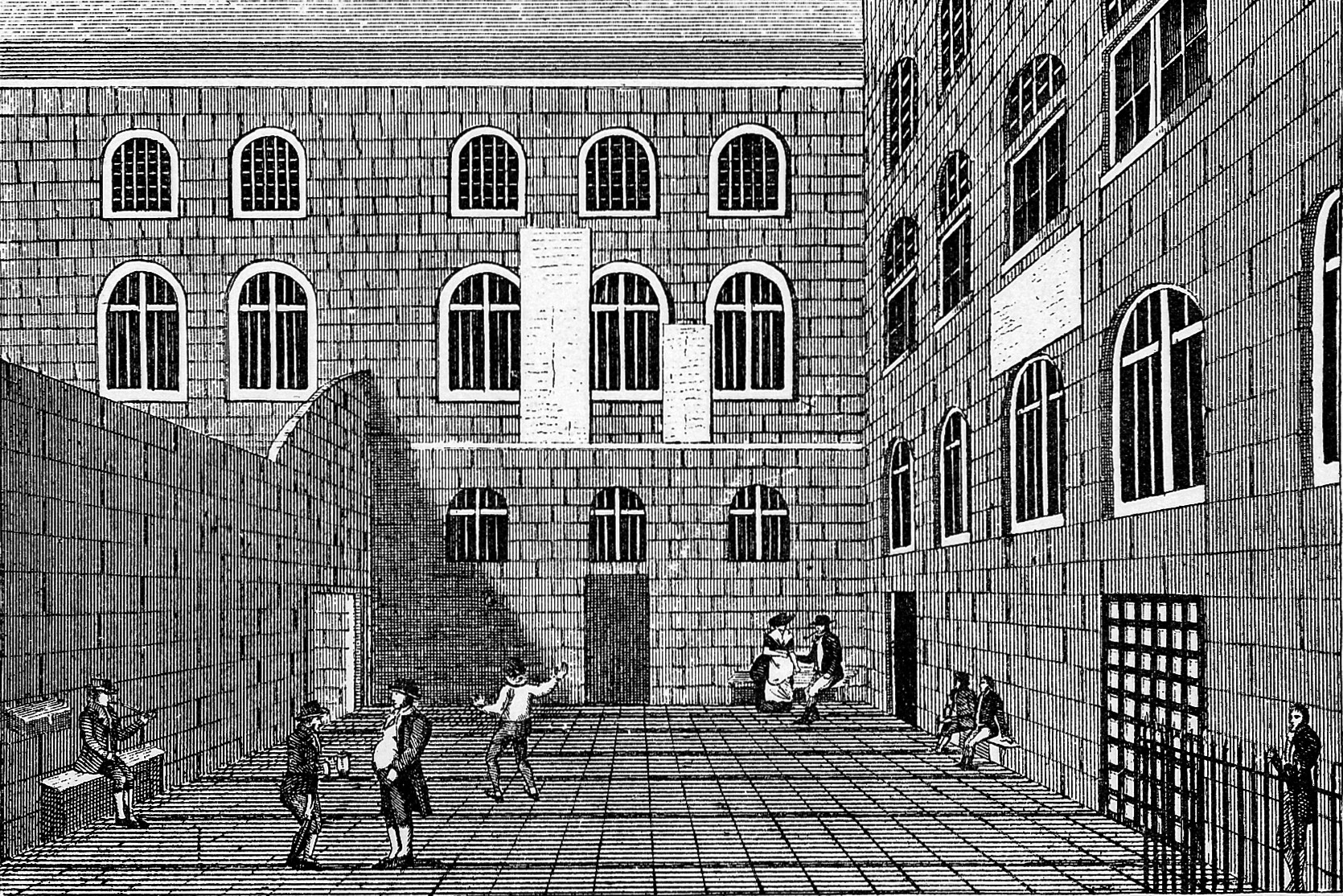
Corte interna della prigione di Newgate nel XVIII secolo. Wellcome L0001330

Il cappellano aveva il compito di recitare preghiere, predicare e istruire i prigionieri, ma il suo compito più importante era indubbiamente quello di preparare il condannato alla morte: era il cappellano a dare gli ultimi sacramenti al condannato, tenendogli un sermone, viaggiando con lui verso Tyburn e cantando dei salmi con lui.
Per questo suo particolare ruolo, il cappellano si poneva tra il giudice che emetteva la sentenza ed il boia che la eseguiva, giustificando la decisione del primo e conferendo valore cristiano all'ultimo.

### Elenco dei cappellani dal 1676 al 1799
Quella che segue è una lista dei cappellano che pubblicarono regolarmente gli Accounts tra XVII e XVIII secolo.
- Samuel Smith, cappellano dal 15 giugno 1676 al 24 agosto 1698. È il primo a pubblicare regolarmente le confessioni dei condannati della prigione di Newgate. Suo figlio ricoprì questo incarico tra la morte di Smith e la nomina del suo successore.
- John Allen, cappellano dal 10 ottobre 1698 al 30 maggio 1699. Venne licenziato per corruzione, estorsione e pratiche sconvenienti.[2]
- Roger Wykes, cappellano dal giugno del 1700, solo per alcuni mesi in quanto morì nell'ottobre di quello stesso anno.
- Paul Lorrain, cappellano dal 7 novembre 1700 sino alla sua morte il 10 ottobre 1719. Fu il primo a convertire gli Accounts in vere e proprie pubblicazioni periodiche. Cappellano durante il periodo in cui fu incarcerato Daniel Defoe nel 1703, fu probabilmente l'oggetto dell'"A Hymn to the Funeral Sermon" di Defoe.[3] Thomas Browne fu temporaneamente cappellano tra la sua morte e la nomina del suo successore.
- Thomas Purney, ordinario dal 17 novembre 1719 sino a quando non recedette dal suo incarico per ragioni di salute nel settembre del 1725, morendo il 14 novembre 1727. Nato nel Kent nel 1695, prese gli ordini sacri nel 1718 ed acquisì l'incarico di cappellano della prigione di Newgate per intervento del vescovo di Peterborough. Oltre agli Accounts pubblicò una serie di volumi di poesia pastorale e fu frequentemente oggetto di satira, presumibilmente per via del suo incarico e del suo ruolo nelle confessioni di criminali come Jack Sheppardand e Jonathan Wild.[3] Durante la sua assenza per malattia tra l'estate del 1724 e l'inverno del 1724 ed il 1725, James Wagstaff svolse l'incarico al suo posto.
- James Guthrie divenne ufficialmente cappellano il 19 febbraio 1733/1734 ma ufficialmente svolse il suo lavoro dal 29 settembre 1725 al 1746. Già parroco a Coleman Street, fu insegnante di latino nella scuola locale. Nel 1746 la corte lo riconobbe incapace di intendere e di volare per via dell'età ormai avanzata e per le sue problematiche di salute e venne pensionato con una paga annua di 40 sterline.
- Samuel Rossel, cappellano dal 17 giugno 1746 alla propria morte il 12 marzo 1747. Già parroco di St Giles a Cripplegate per vent'anni, tra la sua morte e la nomina del suo successore venne sostituito da James Paterson.
- John Taylor, cappellano dal 12 luglio 1747 al 28 giugno 1757. Dovette dare le dimissioni a causa dei gravi debiti contratti.
- Stephen Roe, cappellano dal 12 luglio 1757 sino alla sua morte il 22 ottobre 1764.
- Joseph Moore, cappellano dal 20 novembre 1764 sino alla sua morte il 20 giugno 1769.
- John Wood, cappellano dal 18 luglio 1769 sino a quando dovette abbandonare il proprio incarico nel gennaio del 1774 per motivi di salute. Durante la sua tenuta dell'incarico le Confessioni vennero pubblicate sempre più sporadicamente. Silas Told, ministro metodista, officiò durante la sua assenza.
- John Villette, cappellano dall'8 febbraio 1774 sino al 25 aprile 1799.

## Obiezioni ed attacchi
Le Confessioni e i cappellani ebbero quasi sempre una pessima reputazione, non solo presso la stampa ma anche presso i canali ufficiali del governo.
I cappellani erano spesso accusati dai giornali di ridurre il loro operato a quello di meri scrittori di vite di criminali, fabbricando ad hoc i discorsi dei condannati o manipolandoli o ancora estorcendone le confessioni. Paul Lorrain venne accusato di aver confessato i criminali unicamente per proprio profitto personale e Purney venne attaccato per la sua incompetenza letteraria. Secondo gli accusatori, spesso i criminali giungevano alla gogna senza l'adeguata preparazione spirituale in quanto i loro confessori si erano concentrati unicamente sulle loro storie e non sul loro compito spirituale. Anche se alcuni condannati sentivano effettivamente il bisogno di confessare i peccati che pesavano evidentemente sulle loro coscienze, gran parte di loro non si pentiva nemmeno in punto di morte, mentre secondo le Confessioni il pentimento era e doveva essere sempre generale, anche per non compromettere l'operato del confessore che assisteva il condannato.
I critici contemporanei accusarono i confessori di insensibilità e di essere troppo rigorosi nel voler ottenere le confessioni dai condannati. Gli scrittori di età vittoriana ed edoardiana utilizzarono questi resoconti per mostrare il livello di corruzione e depravazione della chiesa inglese del XVIII secolo. Ad ogni modo alcuni confessori furono effettivamente corrotti: Samuel Smith e John Allen vennero licenziati per pratiche non conformi al loro ruolo, per aver architettato false confessioni e per aver raccolto falsamente donazioni per i condannati.
Anche gli studiosi attuali sono concordi nel ritenere che le Confessioni siano troppo sensazionali e romanzate per costituire una fonte accurata ed attendibile.

## Il declino delleConfessioni
Le ragioni del declino di successo delle Confessioni furono differenti e di diversa natura. La moralità dei cappellani era spesso messa in dubbio per i profitti che essi traevano personalmente dalla pubblicazione di queste opere e perché vennero spesso sospettati di corruzione. Un'altra causa fu la competizione esercitata da questi scritti con altri autori di resoconti. Inoltre, il senso del criminale visto come peccatore della società stava andando, come pure l'intesa del patibolo come un luogo sacro di riconciliazione tra il peccatore e la società venne meno con l'Illuminismo settecentesco e la prevalenza della ragione nel senso comune. 

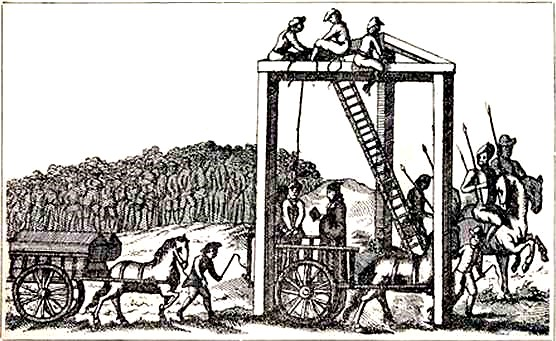
La forca di Tyburn

### Il declino della richiesta popolare
Negli anni '60 del Settecento vi fu un declino della richiesta popolare del genere delle Confessioni che può essere inteso col cambiamento del sentimento generale nei confronti della religione come fatto condizionante della società inglese.
Dalla metà del XVIII secolo divenne sempre più esplicita la tendenza a una distinzione tra il condannato e la sua storia e quella del lettore, così che gli scritti non acquisirono più una valenza di insegnamento morale. Il condannato era sempre più relegato alla sua sfera sociale; egli non era visto come un mero peccatore, ma piuttosto come qualcuno che proveniva da una classe intellettualmente e moralmente inferiore. Dagli anni '60 del Settecento, inoltre, i confessori iniziarono ad inserire nei resoconti errori ortografici per rendere la figura del condannato ancora più misera, inducendo su di loro una forma di pietà data dal fatto che il criminale era da intendersi come una persona che mancava di facoltà morali e intellettuali che invece il lettore possedeva e quindi questo contribuì ad un sostanziale distanziamento tra le due figure.

### Riconfigurazione della moralità e metodismo
Dal XVII secolo, l'idea di religione razionale e dell'uomo come creatura razionale andò a rimpiazzare l'antica concezione pessimistica che voleva vedere il genere umano come fragile e degenerato di fronte alla divinità del giudizio.
L'antica enfasi posta dai calvinisti sul tema della grazia e della predestinazione alla salvezza ottenne nuova vita nelle pubblicazioni metodiste, predisponendo il pubblico a vedere Dio come colui che salva anche il peggiore dei peccatori. Nel corso del XVIII secolo, invece, l'anglicanesimo si scontrò con questa idea ritenendo che la salvezza non potesse essere ottenuta senza l'adesione alla legge morale dei Dieci Comandamenti. Gli uomini non venivano quindi condannati per la gravità dei loro crimini, bensì per il fatto di non aver creduto fino in fondo nella grandezza del Vangelo. Se un condannato aveva ben chiaro il sacrificio di Cristo, era in grado di impersonificarsi in lui anche sul proprio patibolo.

### Tolleranza religiosa alla prigione di Newgate
A Newgate vi era una certa tolleranza religiosa sul monopolio dei confessori nelle confessioni ai condannati.
Molti criminali avevano un approccio funzionale alla religione: molti cattolici, dissidenti ed ebrei iniziarono a conformarsi agli usi religiosi anglicani. Tutti avevano come il desiderio di un sacramento, una sorta di simbolo, di lasciapassare per il mondo ultraterreno e quindi rilasciare la propria confessione era un modo per ottenere questo permesso di morire in pace con gli uomini e con Dio.
Vi furono ad ogni modo delle contrapposizioni, in particolare coi cattolici che non solo spesso si opponevano alle confessioni operate da sacerdoti anglicani, non ritenendole valide, ma essi temevano soprattutto la pubblicazione delle loro confessioni dopo la loro morte, fatto che avrebbe certamente leso il segreto sacramentale.

## Verifiche
Il contenuto degli Accounts può essere in parte provato da fonti esterne.
Le stesse informazioni circa il processo (la natura dell'offesa, la data, il verdetto e la sentenza della corte, ecc.) si possono trovare nei The Proceedings of the Old Bailey che spesso confermano le versioni in toto.
Le brevi biografie dei criminali sono spesso confermate dai Proceedings oltre che dai registri delle parrocchie riguardo agli atti di battesimo. Trovare elementi di supporto all'attività criminosa del condannato diviene molto più difficile.
Secondo alcuni commentatori, inoltre, sembrerebbe probabile che alcuni condannati abbiano scritto personalmente alcuni testi riportati nelle Confessioni.